# Ліппе (земля)
51°56′10″ пн. ш. 8°52′41″ сх. д. / 51.9362° пн. ш. 8.87796° сх. д.
Ліппе — німецька земля. З 1468 року столицею держави був Детмольд.
Правління сеньйорів Ліппе встановилося в ХІІ столітті. 1528 року Ліппська сеньйорія була піднесена до статусу імперського графства, а в 1789 році до князівства. до 1806 року Ліппе — складова імперського Нижньорейнсько-Вестфальського округу, з 1806 по 1813 рік частина Рейнського союзу, з 1816 по 1866 рік частина Німецького союзу, з 1866 член Північнонімецького союзу, з 1871 частина Німецької імперії і після 1919 демократично створена вільна держава у Веймарській республіці. У 1947/48 роках за ініціативою британських окупаційних військ держава Ліппе була змушена відмовитися від своєї багатовікової незалежності та вирішила приєднатися до землі Північний Рейн-Вестфалія, яка була заснована 1946 року.
Територія колишньої землі Ліппе в його останньому територіальному статусі в основному відповідає (в тому числі без ексклавів) сьогоднішньому району Ліппе в адміністративному районі Детмольд, адміністративним центром якого є Детмольд. Округ Ліппе (або Ліпперланд) утворює, поряд із Вестфалією та Рейнської областю, третю і на сьогоднішній день найменшу частину землі Північний Рейн-Вестфалія.
Щоб відрізнити його від інших територій, які спочатку належали гілкам дому Ліппе, особливо Шаумбург-Ліппське князівство, Ліппе також називали Ліппе-Детмольд.

## Географічне положення
Територія вільної держави Ліппе, яку часто називають «Ліпперланд», є частиною історичного ландшафту Вестфалії. Після політичної реорганізації після Віденського конгресу вона межувала на півночі, заході та півдні з прусською провінцією Вестфалія (увійшла до складу Північного Рейну-Вестфалії в 1946 році), а на сході з Ганноверським королівством, з 1866 року прусська провінція Ганновер (в 1946 році приєднався до Нижньої Саксонії). Крім того, воно межувало на північному сході та південному сході з декількома ексклавами різних областей: територією навколо Пірмонта, яка до 1921 року належала землі Вальдек-Пірмонт, а потім стала частиною Ганновера, графством Шаумбург, яке до 1866 року було частиною Гессенського курфюрства, потім у 1932 році частина прусської провінції Гессен-Нассау, а потім перейшов до Ганновера, і, нарешті, до невеликого Вестфальського (останнього часу вже Північного Рейну-Вестфальського) ексклаву Люгде. Сам Ліппе володів декількома невеликими ексклавами до 1947 року: Каппель і Ліппероде поблизу Ліппштадта (сьогодні райони Ліппштадта), а також Гревенгаген, розташований за кілька кілометрів на південь від центру. Усі ексклави були оточені Вестфалією.
Географічно Вільна держава лежала переважно на північний схід від Тевтобурзького лісу (також званого Ліппішер-вальд у східній частині) і на схід від гір Егге. Переважно горбиста, частково сильно пересічена місцевість між горами Везер і Егге відома як гори Ліппе, з Кетербергом як найвищою висотою. Це означало, що Ліппеланд був по суті частиною Везерської височини. Лише менша територія на захід від гір Егге та на південний захід від Оснінга навколо Аугустдорфа була у Вестфальській затоці, яка характеризується піщаними вересами, Сенне. Найбільшими річками є Везер, Верре, Бега та Еммер. Однойменна річка Ліппе бере свій початок поблизу землі Ліппе в Сенне, але не торкається центру, а лише ексклави Каппель і Ліппероде поблизу Ліппштадта. Однак дім Ліппе походить з того місця, де він зміг отримати свої перші території. Місто Ліппштадт управлялося спільно як кондомініум графством або князівством Ліппе та курфюрством Бранденбург або Королівством Пруссія з 1666 по 1850 рік.
З національною територією близько 1200 жителів км² і всього 183 713 жителів (перепис 1939 року), Ліппе був однією з найменших держав Німецької імперії. За площею це був шоста найменша земля і третя найменша за територією земля в імперії. Найбільшим містом Ліппе з населенням близько 25 000 осіб була столиця штату і колишня королівська резиденція Детмольд.

## Історія

### Ліппе до 1123 року
Ті місця в Ліппе, назви яких мають закінчення -trup, походять із саксонських часів (напр. Наприклад, Ентруп, Іструп, Барнтруп). З християнізацією у VIII толітті та створення церков із цвинтарями (напр. Б. Ст. Йоганна в Лемго) були створені опорні точки, які змогли розвинутися у більші громади з кількома фермами. Міста на -hausen (наприклад, святого Йоганна в Лемго) і -heim (наприклад, Штайнгайм — район Гьохтер) були засновані в цей каролінзько-оттонський період. Особливу роль у сприянні розвитку свого водозбору через нові господарства, що стало можливим внаслідок новоствореного трипільного господарства, відіграли монастирі. Це покращене управління землею призвело до значного зростання чисельності населення, що спричинило демографічний тиск і згодом дало поштовх внутрішній колонізації. Починаючи з існуючих населених пунктів, створювалися нові поселення на розчищених лісових ділянках. Про це свідчать назви сіл у Ліппе, які закінчуються на -heide (наприклад, Кірххайде, Кнеттерхайде) або -hagen (наприклад, Гаген, Гагендоноп, Фалькенгаген) і які вказують на поселення, які вже не були такими родючими. У результаті новоутворень розширилися економічні ареали: стала густішою мережа поселень, що призвело до заснування міст у ХІІ столітті.

### Ліппська сеньйорія і Ліппське графство до 1789 року
Ліппе вперше згадується в документі 1123 року; в документі про шляхтича Бернгарда I як Бернгардуса де Ліппе. До Реформації правління Ліппе було в духовній сфері впливу єпископа Падерборна. Наступники придбали значні території графства Шваленберг на південному сході та розширили свої володіння на північ до Везера, купивши Варенгольц і Лангенхольцгаузен. У XIV столітті правління було поділено і претендували на сусідні території. Місто Ліппштадт було перетворено на територію, яка управлялася спільно з графством Марк. У XV столітті було придбано графство Штернберг. Однак графство Еверштайн було втрачено у ворожнечі з герцогами Брауншвейг-Люнебурга. Ліппе брав участь у Сойстській міжусобиці як супротивник архієпископа Кельнського; частина володінь була втрачена ландграфством Гессенським і згодом була збережена графом Ліппе як спадкова феодальна власність.
У 1528 році Симон V отримав титул імператорського графа, і Ліппська сеньйорія стала Ліппським графством. У зоні напруженості між католицьким єпископством Падерборна та лютеранським Гессеном графи, також під впливом міст Ліппе, вирішили стати протестантами. У 1538 році маєтки прийняли рішення про протестантський церковний орден для Ліппе. Ліппе був втягнутий у Шмалькальдську війну (1546—1547), яка для протестантської сторони була програшною. В результаті Ліппе став прямою імперською вотчиною. Граф Симон VI. запровадив реформатське віросповідання в так званій Другій Реформації. Лютеранським залишився лише Лемго. Династично Ліппе характеризувався численними судовими суперечками між правлячою лінією Детмольда та молодшими лініями (особливо Ліппе-Браке та Ліппе-Альвердіссен). 1647 року граф Філіп цур Ліппе-Альвердіссен заснував пізніше князівство Шаумбург-Ліппе, успадкувавши північно-західну половину Шаумбурзького графства. Як і весь регіон, Ліппе сильно постраждав під час Тридцятилітньої війни. Міста Ліппе втратили близько двох третин свого населення; у сільській місцевості втрати становили близько 50 % осіб. В епоху бароко та Просвітництва пани Ліппе могли відстоювати свої права на владу над маєтками лише в обмеженій мірі. Територія була надто малою, а суперечки про спадщину з побічними лініями — надто великими. Однак, перш за все, маєтки наполягали на сильних повноваженнях у державному бюджеті.

### Ліппське князівство до 1918 року

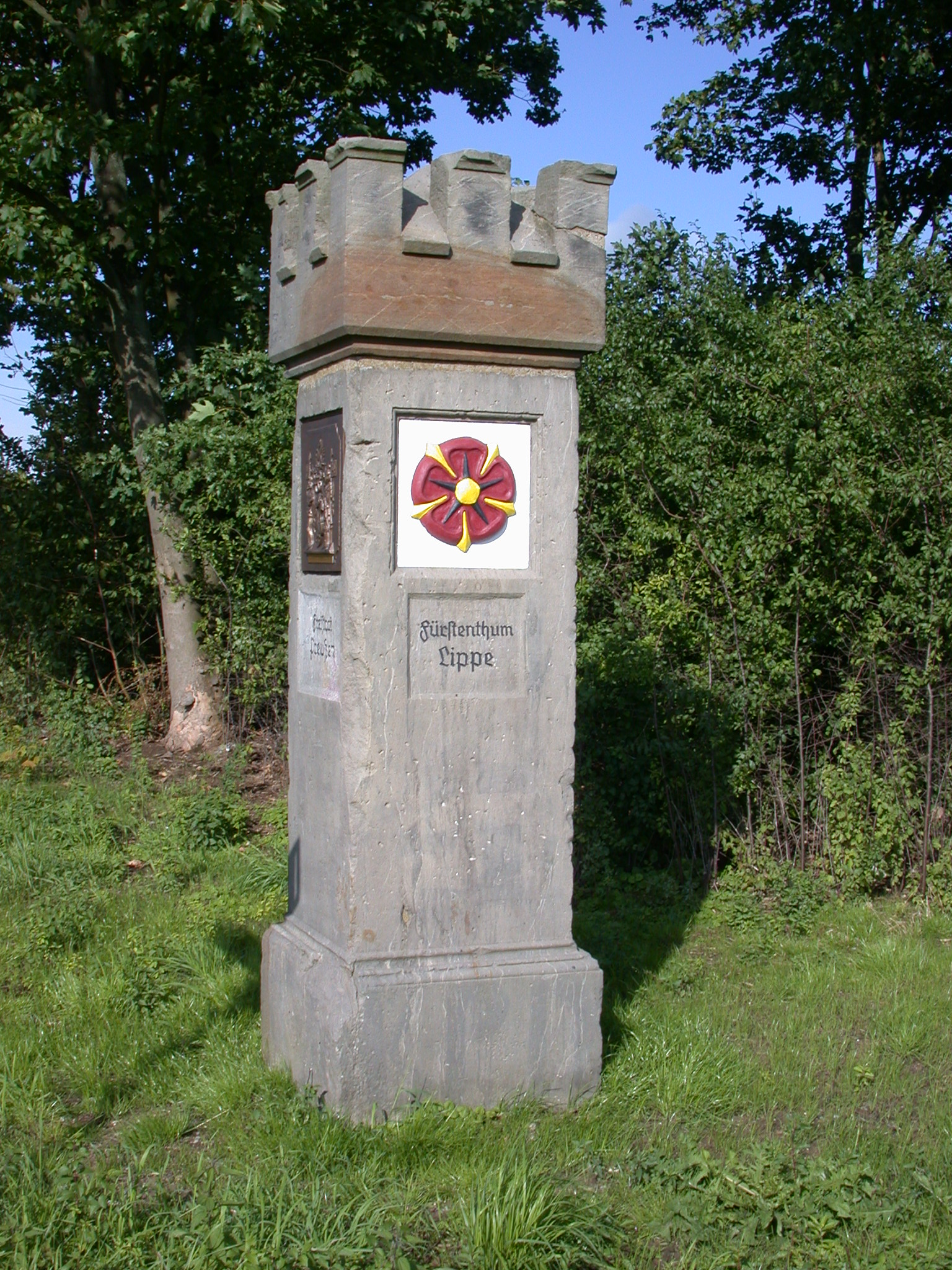
Межа між Ліппським князівством та Прусським королівством у Вюстен-Пелені

1789 року першим князем Ліппе став Леопольд I (1767—1802). Князівство пережило наполеонівський період у складі Рейнської конфедерації. Кальвіністське князівство завжди було тісно співпрацювало з протестантськоою Пруссією і тому змогло зберегти незалежність, навіть якщо вона зазвичай була лише формальною. У німецькій війні 1866 року вона виступила на боці Пруссії проти Німецького союзу під проводом Австрії. 1866 року вона приєдналася до Північнонімецького союзу, а 1871 року стала частиною Німецької імперії. У наступні роки кілька графських ліній змагалися в так званій суперечці про правонаступництво Ліппе. У 1897 році Імперський суд у Лейпцигу вирішив справу на користь графа Ернста цур Ліппе-Бістерфельда. Після Першої світової війни князівство стало вільною демократичною державою.

### Вільна держава Ліппе до 1945 року
Після Листопадової революції 1918 року виникла демократична вільна держава. Державна влада походила від народу. Демократична конституція від 21 грудня 1920 року, за якою законодавча влада належить ландтагу землі Ліппе. Він обирав державний виконавчий комітет у складі трьох осіб, який був одночасно главою держави та урядом (виконавчою владою) країни. З 1919 по 1933 рік найсильнішою партією ландтагу була СДПН. Саме вона очолювала державний виконавчий комітет із трьох членів, спочатку під керівництвом Клеменса Беккера, а з 1920 по 1933 роки — Генріха Дрейка. Проте, націонал-соціалісти для своїх політичних цілей з самого початку використовували місця Ліппе як нібито «серце Німеччини». Під час нацистських маршів з усього Рейху безпрецедентне пангерманське значення Ліппе перебільшувалося. Виробництво в Ліппе, яке постраждало від світової економічної кризи та високого безробіття, вразило велику частину населення. Прихований антисемітизм і зростання агітації проти політичних опонентів також принесли НСДАП особливо успішні місцеві вибори на початку 1930-х років. На виборах до землі Ліппе 15 січня 1933 р. соціал-демократи втратили статус найсильнішої фракції ландтагу. Майже 40 % голосів взяла нацистська партія. Це було більше, ніж по всій країні на виборах до рейхстагу в листопаді 1932 року. Через інструменталізацію результати Ліппе також вплинули на кабінет Шлейхера, який 28 січня 1933 року зрештою пішов у відставку. НСДАП у Ліппе досягла успіху і з 7-го лютого призначила двох членів державного виконавчого комітету та змусила Дрейка залишити уряд. З призначенням рейхс-губернатора Альфреда Маєра в Детмольді для Ліппе та Шаумбург-Ліппе з травня 1933 року гляйхшальтунг був завершений раніше, ніж в інших частинах рейху. Одночасно Ганс-Йоахім Ріке був призначений державним міністром на чолі уряду землі Ліппе. Він перебував під наглядом Альфреда Мейєра. Юрґен Штроп, один з головних виконавців геноциду євреїв у Варшавському гетто (1943), очолив допоміжну поліцію Ліппе ще в березні 1933 року, його активно підтримували Адольф Гітлер, Генріх Гіммлер і Герман Герінг.

### Земля Ліппе до 1947 року, приєднання до Північного Рейну-Вестфалії
У квітні 1945 року Ліппе була окупована військами США та віднесена до британської окупаційної зони. Колишні вільні держави Ліппе та Шаумбург-Ліппе керувалися в особистій унії під спільним прем'єр-міністром Генріхом Дрейком. Наприкінці 1946 року Шаумбург-Ліппе було включено до складу нової землі Нижня Саксонія. Решта землі Ліппе також побачила кінець своєї державної незалежності, що залишилася після більш ніж 800 років. Невелика земля зробила вибір на користь землі Північний Рейн-Вестфалія, яка запропонувала подальші поступки та заохочення в рамках Ліппе-Пунктів. Ліппе було включено до складу землі Північний Рейн-Вестфалія 21 січня 1947 року за британським військовим наказом № 77 і таким чином припинило своє існування як земля. Запланований спочатку референдум так і не відбувся.

### Ліппе є частиною землі Північний Рейн-Вестфалія

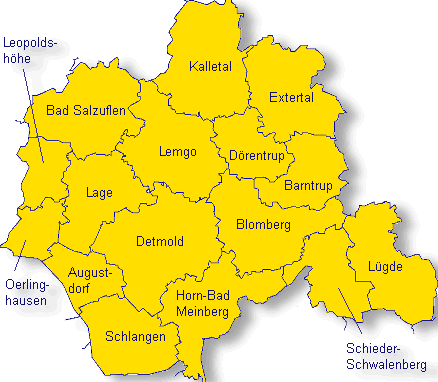
Громади в районі Ліппе

Ліппе вважається третьою частиною Північного Рейну-Вестфалії, поряд із Північним Рейном (Північний Рейн) і Вестфалією. З прийняттям державного закону від 10 березня 1953 року про державні кольори, прапор і герб, троянда Ліппе стала частиною герба Північного Рейн-Вестфалії, що підкреслює цей факт. Після районної реформи в 1973 році з утворенням округу Ліппе сьогоднішня частина країни сформувала адміністративно-політичну територіальну одиницю, яка дотримується традицій старої держави Ліппе. Колишні ексклави Ліппе Каппель і Ліппероде поблизу Ліппштадта були віднесені до округу Ліппштадт у 1949 році, тоді як Гревенгаген 1970 року був віднесений до району Гекстер (в обмін на територію з Вестфальським ексклавом Люгде).
Включення землі Ліппе до складу землі Північний Рейн-Вестфалія було здійснено на основі вже згаданих Пунктів Ліппе, які були узгоджені між урядами земель Ліппе та Північного Рейну-Вестфалії. У 1948 році була створена незвичайна корпорація регіональної асоціації Ліппе як правонаступник колишніх земельних активів Ліппе. Таким чином, Ліппе залишила у володінні державні і оздоровчі курорти, державні землі і ліси, а також інші культурні об'єкти, таких як Детмольдський державний театр і Пам'ятник Армінію. У протоколах щодо Пунктів також було погоджено, що Детмольд має стати новим місцем розташування окружного уряду замість Міндена у Східній Вестфалії. Новий адміністративний округ Мінден-Ліппе (пізніше адміністративний округ Детмольд) включав території Ліппе та території колишнього прусського адміністративного округу Мінден. 1 квітня 1947 року Генріх Дрейк, останній президент-міністр Ліппе, став першим президентом округу.
Ліппе посилає трьох депутатів земельного парламенту (виборчі округи Ліппе I—III, три прямі мандати) до земельного парламенту Північного Рейну-Вестфалії. Тимчасове злиття виборчого округу Ліппе III з частинами Вестфальського єпископства Гекстер було скасовано в рамках реформи округу 2002 року.
Регіональна церква Ліппе донині залишається незалежною церквою-членом Євангелічної церкви Німеччини.

### Подальший розвиток адміністративного устрою після 1947р
1 жовтня 1949 року ексклави Каппель і Ліпперроде були перекласифіковані з округу Детмольд в округ Ліппштадт.
У 1969 і 1970 роках муніципалітети округів Лемго (Закон про Лемго) і Детмольд (Закон про Детмольд) були реорганізовані. Попередні 168 незалежних муніципалітетів були об'єднані в 16 муніципалітетів. Місто Люґде та громади Гарцберґ і Кемпен-Фельдром з округу Гекстер були передані до округу Детмольд, а ексклав Ґревенгаґен у Ліппе був реорганізований з округу Детмольд до округу Гекстер. У 1973 році Білефельдський закон визначив утворення нового району Ліппе з колишніх районів Лемго і Детмольд. Районна адміністрація переїхала до Детмольда.

## Герби та прапори

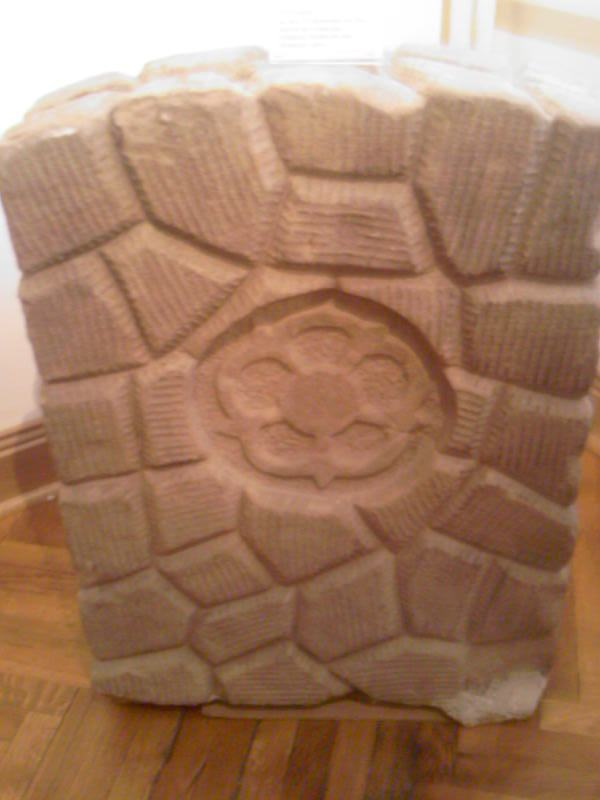
Межовий камінь з ліппською трояндою. На реверсі зображено прусський орел

На гербі Вільної Держави Ліппе була зображена ліппська троянда у срібному щиті. Прапор країни був жовто-червоним. Обидва державні символи були прийняті домом Ліппе.
На перших гербах дому Ліппе була зображена Ліппська троянда, але без чашолистків. Ліппе використовував цей герб у варіаціях до 1947 р. У 1528 р. на гербі була додана зірка графства Шваленберг — натуральна ластівка на золотій восьмикутній зірці. Ранній графський герб зображував двічі троянду і зірку в почетвертованому щиті. 1687 року чотирипольовий герб володарства Віанен і Амейде, який був придбаний через шлюб (і знову проданий 1725 року через фінансові труднощі) на території нинішніх Нідерландів, був включений до герба Ліппе. Герб, повторений двічі, показував, з одного боку, три чорні стовпи в сріблі — пізніше оформлені як млинне залізо — (герб панів Віанена), а з іншого боку поверхню щита, п'ять разів розділену білячим хутром і червоним кольором, у свою чергу, був гербом бургграфства Утрехт, що перейшло до панів Віанена близько 1350 року. У гербі Ліппе фех такожінтерпретувався як тоя. Пізніше зірка графства Штернберга була додана двічі. У центрі нинішнього герба з дев'ятьма полями знаходиться троянда Ліппе, яка зараз зображена лише один раз, але виділена у власному щиті, і стала родовим гербом дому Ліппе. На щиті зображено п'ять шоломів. Його тримають два ангели. Князівський ранг символізує князівська шапка, яка увінчує мантію, що оточує герб.

Для «владних операцій» використовувався спрощений герб (штампи, печатки тощо). Здебільшого він обмежувався родинним гербом із трояндою на щиті під княжою шапкою. Іноді тільки троянду зображували без щита. Тенденцію до спрощення та єдине зображення троянди Ліппе також можна спостерігати, наприклад, у карбуванні монет, а також на різьблених гербах на межових каменях.

Ліппська троянда  на срібному щиті в офіційній версії 1933 року
Державний символ землі Ліппе в офіційній версії від 1921 року
Державний герб Вільної Держави Ліппе
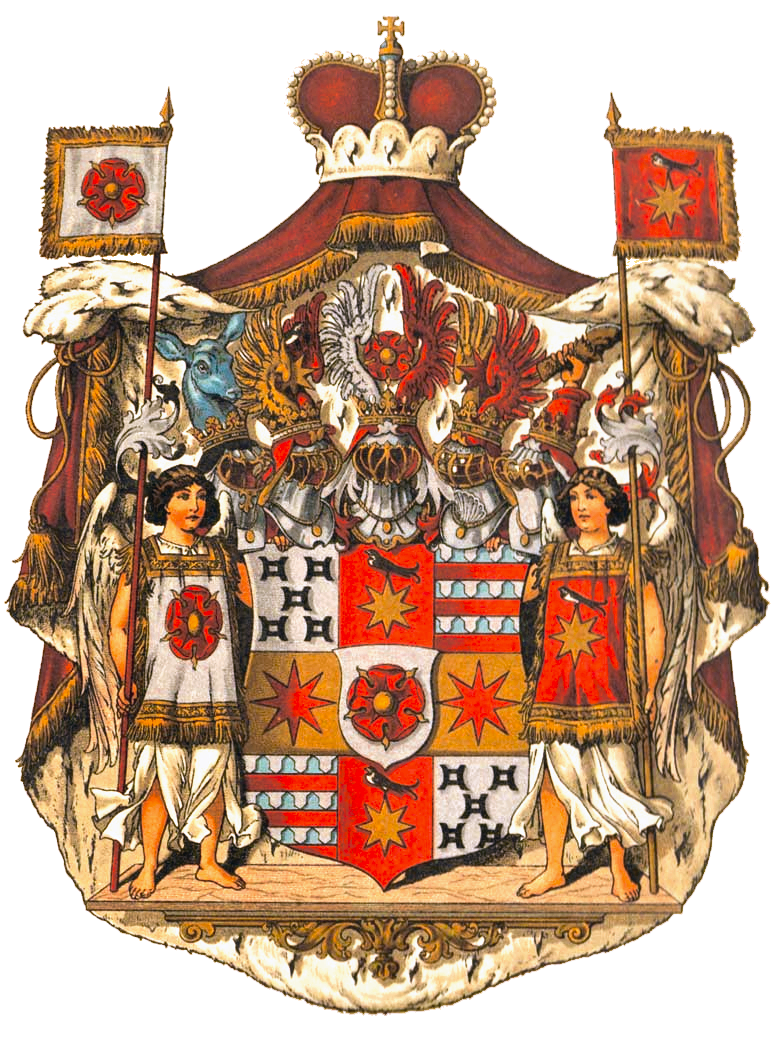
Великий державний герб князівства
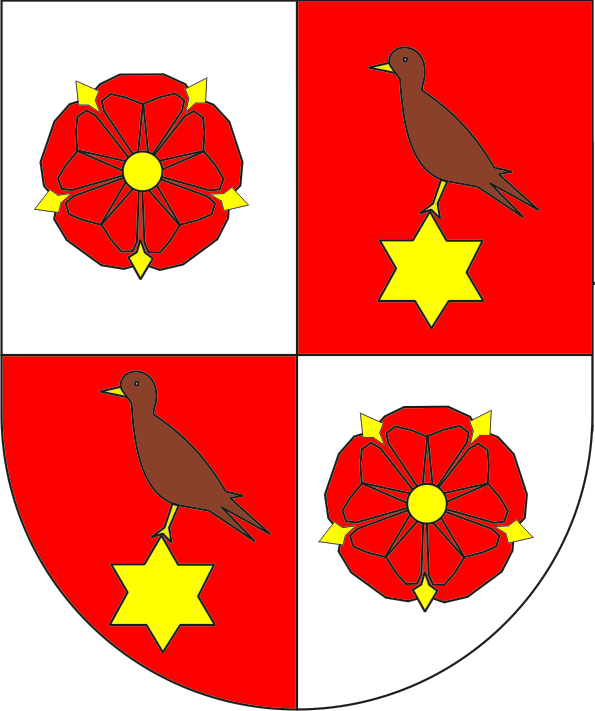
Герб дому Ліппе (1528-1687)
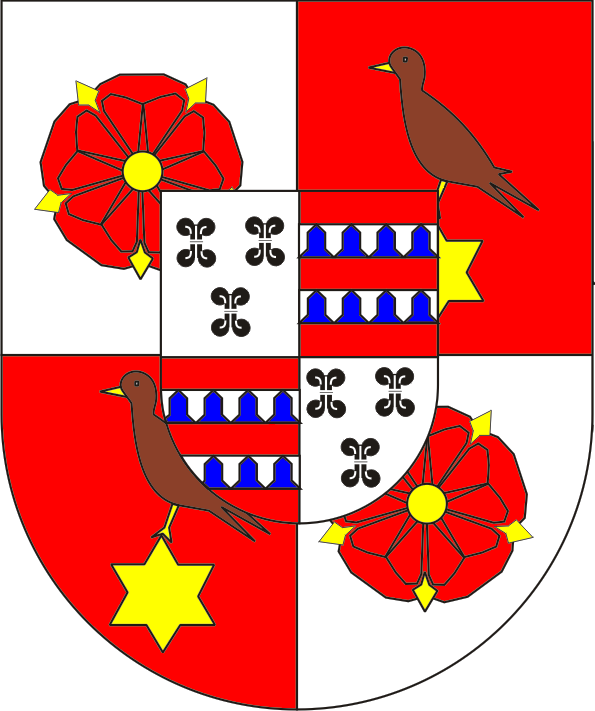
Герб дому Ліппе (1687–1798)
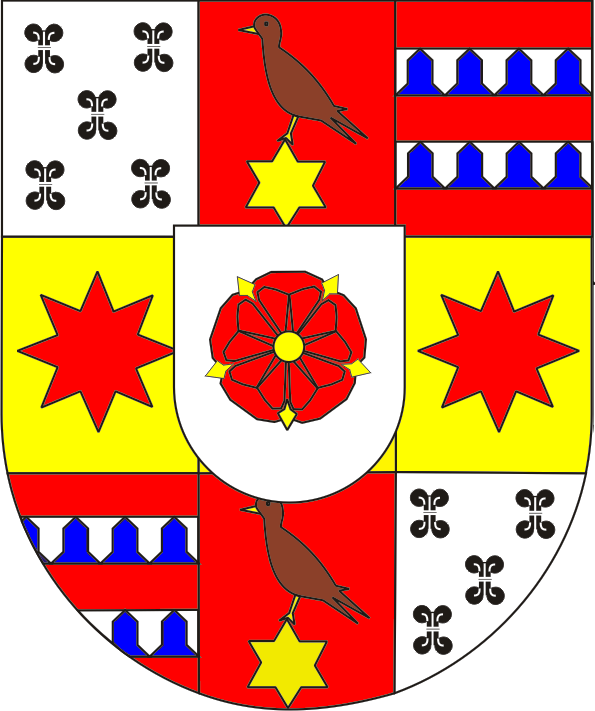
Герб дому Ліппе (1798)

## Населення

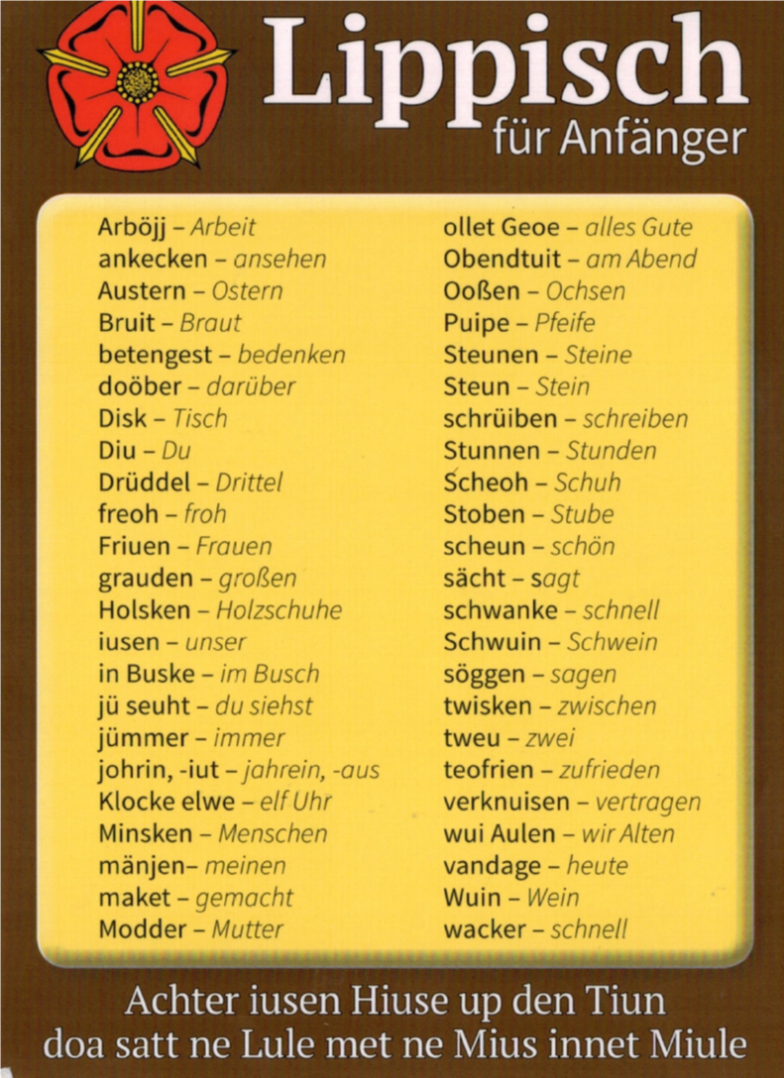
«Ліпиш для початківців»

Князівство (1887: 1215,20 км²) або Вільна держава (1925: 1215,16 км²).
- 1783: ~67 000 осіб[3]
- 1871: 111 135 осіб
- 1881: 112 452 осіб
- 1885: 123 212 осіб
- 1905: 145 610 осіб
- 1910: 150 937 осіб
- 1933: 175 538 осіб
- 1939: 187 220 осіб

Для порівняння: сьогодні 1246,29 км² велика частина землі Північний Рейн-Вестфалія
- 2008: 355 178 осіб

## Релігія

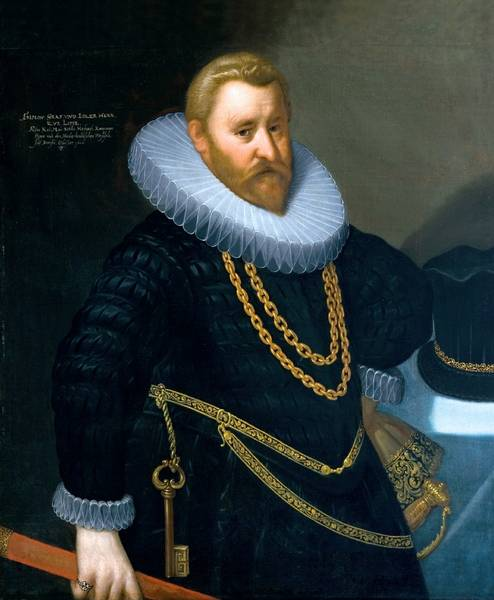
Реформована монета Ліппе сходить до графа Симона VI. назад.

Під впливом гессенського ландграфа Філіпа 1538 року граф Ліппе Симон V розпочав у своїй країні Реформацію. При його онуку Симоні VI 1605 року Ліппе прийняла кальвінізм, причому місто Лемго було винятком і зрештою змогло зберегти свою прихильність до лютеранства проти волі суверена.
Регіональна церква Ліппе, одна з двох реформатських регіональних церков у Євангелічній церкві Німеччини. Лютеранські конгрегації, які в основному існують у великих містах, утворюють свій власний церковний округ («клас»), а також є частиною регіональної церкви Ліппе.

## Бізнес

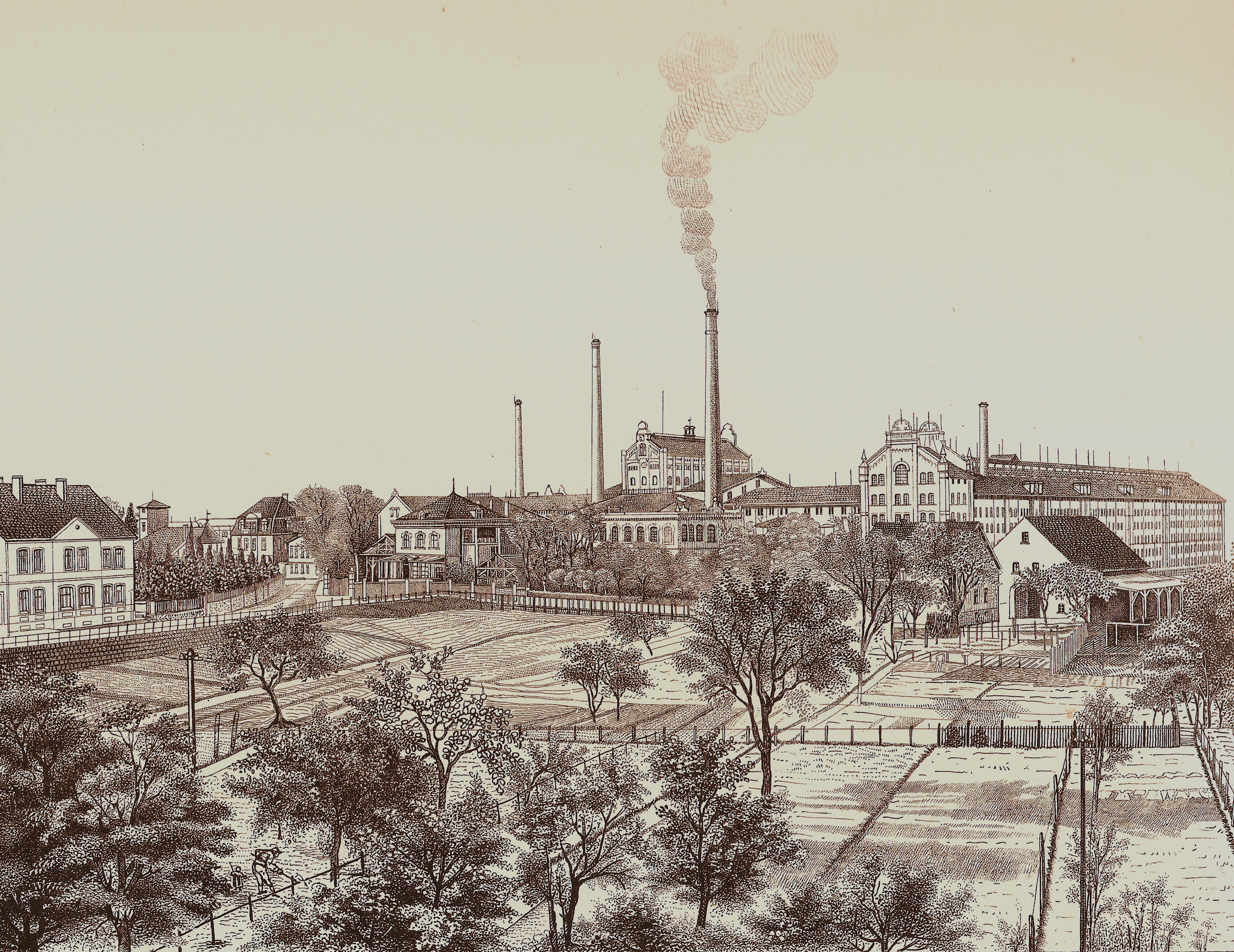
Крохмальні заводи Гофмана близько 1890 року

Крім сільського господарства, другою за значенням галуззю в Ліппе традиційно було виробництво полотна, яке здійснювалося на механічних ткацьких верстатах. Основою його було вирощування льону. З 1750 року в князівстві Лемго протягом кількох десятиліть існувала трубна промисловість із сепіоліту. Пізніше була активізована лісова промисловість, яка існує й сьогодні, з численними лісопильними заводами, сировина для яких надходила з великих лісів країни. Як і в сусідній Пруссії, особливого значення також набуло виробництво сигар, яке, як і текстильна промисловість, було організовано в частково протоіндустріальному поділі праці у видавничій системі. Були також пивоварні (зокрема Strate та Falkenkrug), цегельні, цукровий завод у Лаге та олійні. Найбільшою промисловою компанією були крохмальні заводи Гофмана в Зальцуфлені. Лимонад Sinalco з Детмольда здобув світову популярність на початку ХХ століття.
У першій половині ХІХ століття Ліппе не зазнало впливу індустріалізації. Загалом, князівство в цей час було аграрною державою, яка належала до економічно найслабших держав імперії. Промисловість існувала лише в невеликих масштабах (наприклад, порівняно з регіоном Равенсберг на півночі, який за підтримки Пруссії розвинув значну лляну, текстильну, тютюнову та машинобудівну промисловість) і, як і текстильна та лісова промисловість, базувалася безпосередньо на сільськогосподарських та лісових ресурсах держави. Колишній президент округу Детмольд Вальтер Штіх охарактеризував Ліппе як корпоративну державу, яка «все ще носила в собі багато феодальної шкаралупи» аж до заснування Німецької імперії в 1871 році. Цьому також сприяло не надто дружнє ставлення монарха до бізнесу. Його економічні інтереси полягали насамперед у забезпеченні власної економічної могутності, яка до останнього часу забезпечувалася не стільки податками, скільки прямими доходами від князівських володінь, лісів, соляних промислів і державних лазень. Коли в цей час підприємці хотіли використати гідроенергію, князівська пенсійна палата відхилила цю пропозицію на тій підставі, що: «Всі фабрики і машини в світі не можуть відновити здоров'я і життя однієї риби, і тому не повинно бути ніякої небезпеки, що цим активам загрожує небезпека».
У 1861 році парламент землі Ліппе відхилив пропозицію уряду про будівництво залізничної лінії з півночі на південь через Ліппе, оскільки індустріалізація в результаті будівництва залізниці позбавила б сільське господарство дешевої робочої сили. Як наслідок, держава надовго залишилася відрізаною від економічного прогресу. Як пояснює Вальтер Штіх, ця остання маленька держава у Вестфалії не змогла виконати своє найважливіше завдання — забезпечити своїх громадян роботою і хлібом. Лише у 1845 році 4000 людей з Ліппе емігрували за кордон. У 1907 році рівень індустріалізації Ліппе не досяг навіть половини середнього по країні. Ліппські робітники-мігранти (Ліппські цеглярі) були наслідком цієї економічної слабкості. Ця соціальна проблема навіть згадується в пункті 15 Ліппішської постанови (1947).
Лише будівництво залізниці Ліппе (1880 р.) і гілки Ліппе (1895 р.), які забезпечили з'єднання з магістральною лінією залізничної компанії Кельн-Мінден, привело до індустріалізації. Економічне значення набули також державні лазні Ліппе в Бад-Майнберзі та Бад-Зальцуфлені, соляні заводи яких у 1878 році виробили 24 800 центнерів кухонної солі.
Уряд землі Північний Рейн-Вестфалія підтримував Ліппе в 1950-х роках, серед іншого, через План Східної Вестфалії. Вкриті лесом ландшафти Берде в долинах Верре та Бега принаймні зробили можливим адекватне сільське господарство. На противагу цьому, інтенсивне землеробство навряд чи було можливим у менш родючому піщаному ландшафті Сенне. Особливе значення тут мало утримання пасовищних тварин і розведення сеннерських коней у княжому мисливському господарстві Лопшорна.

## Валюта

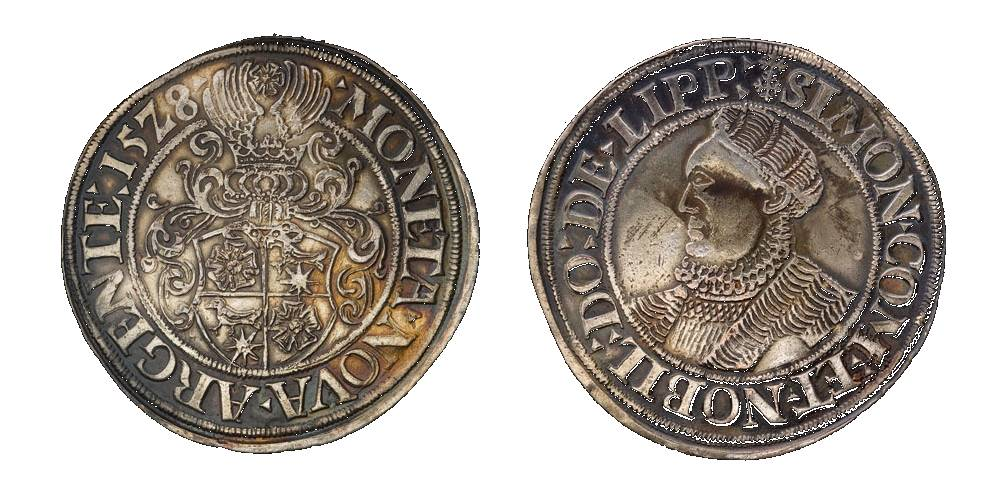
Ліппський талер, 1528

Відповідно до конвенції 1752 року Ліппське князівство використовувало валюту талер. 1 Талер = 36 марієнгрошів = 288 пфенігів = 576 гелерів. На відміну від інших областей, як валюта в Ліппському князівстві монети типу батцен і крейцер не вживалися.

## Веб-посилання
- Цифрова колекція Lippische Landesbibliothek Detmold, відділ «Lippe».
- Інтернет-портал «Вестфальська історія» — тематичний та спеціалізований портал з історії Вестфалії та Ліппе
- Карта Німецького історичного музею князівства Ліппе
- Регіональна асоціація Ліппе
- Інформаційна служба для Ліппе в NRW
- Державний музей Ліппе
- Розленд. Журнал історії Ліппе
- Державні правила та закони штату графства Ліппе
- Князівство Ліппе (офіси та громади) 1910 р
- Інструкції щодо включення землі Ліппе до території землі Північний Рейн-Вестфалія (погоджено між прем'єр-міністром доктором Амелунксеном і президентом землі Дрейком, «Lippische Punktation» 17 січня 1947 р.)
- Район Ліппе
- Ордени та відзнаки князівства Ліппе-Детмольд на www.hausorden.de